# Общественный транспорт Нижнего Новгорода
Нижний Новгород — крупнейший транспортный узел Поволжья. В городе сходятся несколько федеральных и региональных автомагистралей, имеется крупный речной вокзал и располагается главный приволжский вокзал. Здесь имеются сети метрополитена, городской электрички, трамваев и других видов транспорта. Город имеет канатную дорогу, связывающую его с пригородом, и международный аэропорт «Стригино».
Транспортная система города довольно перегружена. Каждый день на дорогах возникают большие заторы, особенно на мостах и федеральной трассе М7. Это обусловлено тем, что большая часть населения живёт в Нижней части города, а работает в Верхней. Внешний вид нижегородского общественного транспорта преимущественно унифицирован, за исключением нескольких старых маршрутных такси и трамваев. Автобусы и троллейбусы красят в оранжевый цвет, трамваи имеют преимущественно бежево-коричневую окраску. С 2021 года трамваи проходят ребрендинг, в ходе которого получают окраску, идентичную вагонам 71-415Р — бежевый верх, бордовый низ, чёрная юбка.

## История развития

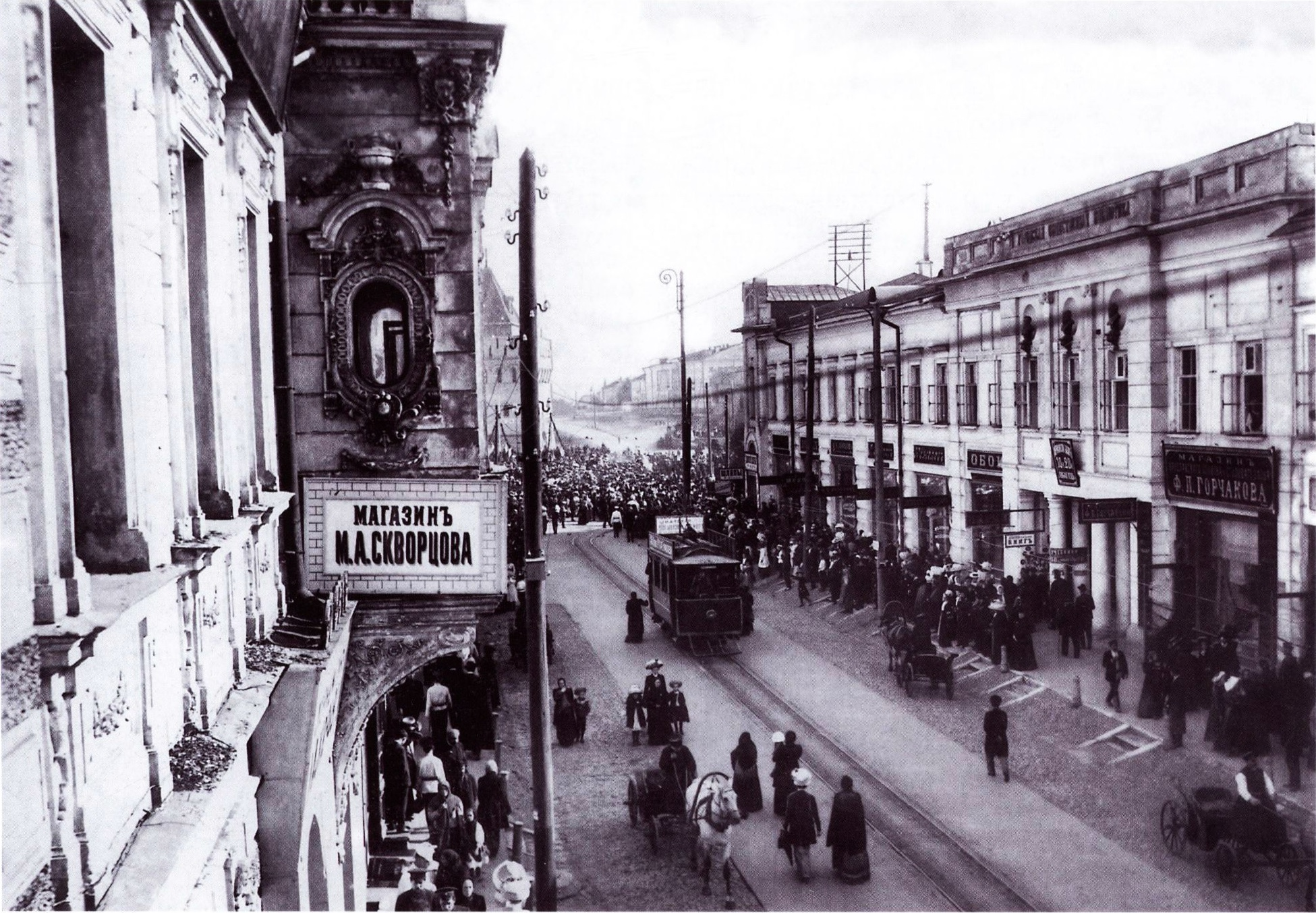
Трамвай Путиловского завода и извозчики на Большой Покровской улице

До появления регулярного общественного транспорта жители города и пригородов пользовались услугами ямщиков и извозчиков на повозках и каретах.
- 1840 год — начало движения пассажирских дилижансов по пригородным маршрутам[2];
- 1862 год — открыто пассажирское железнодорожное движение по Московско-Нижегородской железной дороге и открытие Московского вокзала[3];
- 1896 год — открыто трамвайное движение внутри города;
- 1899 год — открытие междугородного речного движения[4];
- 1908 год — запуск конки[5];
- 1927 год — первый запуск автобусного движения внутри города;
- 1930 год — прекращение движения конки из-за развития трамвайного движения[5];
- 1931 год — основание транспортного предприятия «Союзгужтранс»;
- 1936 год — запуск регулярного автобусного движения;
- 1941—1945 годы — прекращение движения общественного транспорта из-за Великой Отечественной войны и постоянных бомбардировок города;
- 1946 год — восстановление трамвайного движения[6];
- 1947 год — открытие троллейбусного движения;
- 1970-е годы — запуск скоростных маршрутных такси в отдалённые микрорайоны города;
- 1985 год — открытие метрополитена;
- 2012 год — открыто движение канатной дороги между Нижним Новгородом и Бором;
- 2013 год — запуск первой линии городской электрички;

## Городской общественный транспорт

### Метрополитен

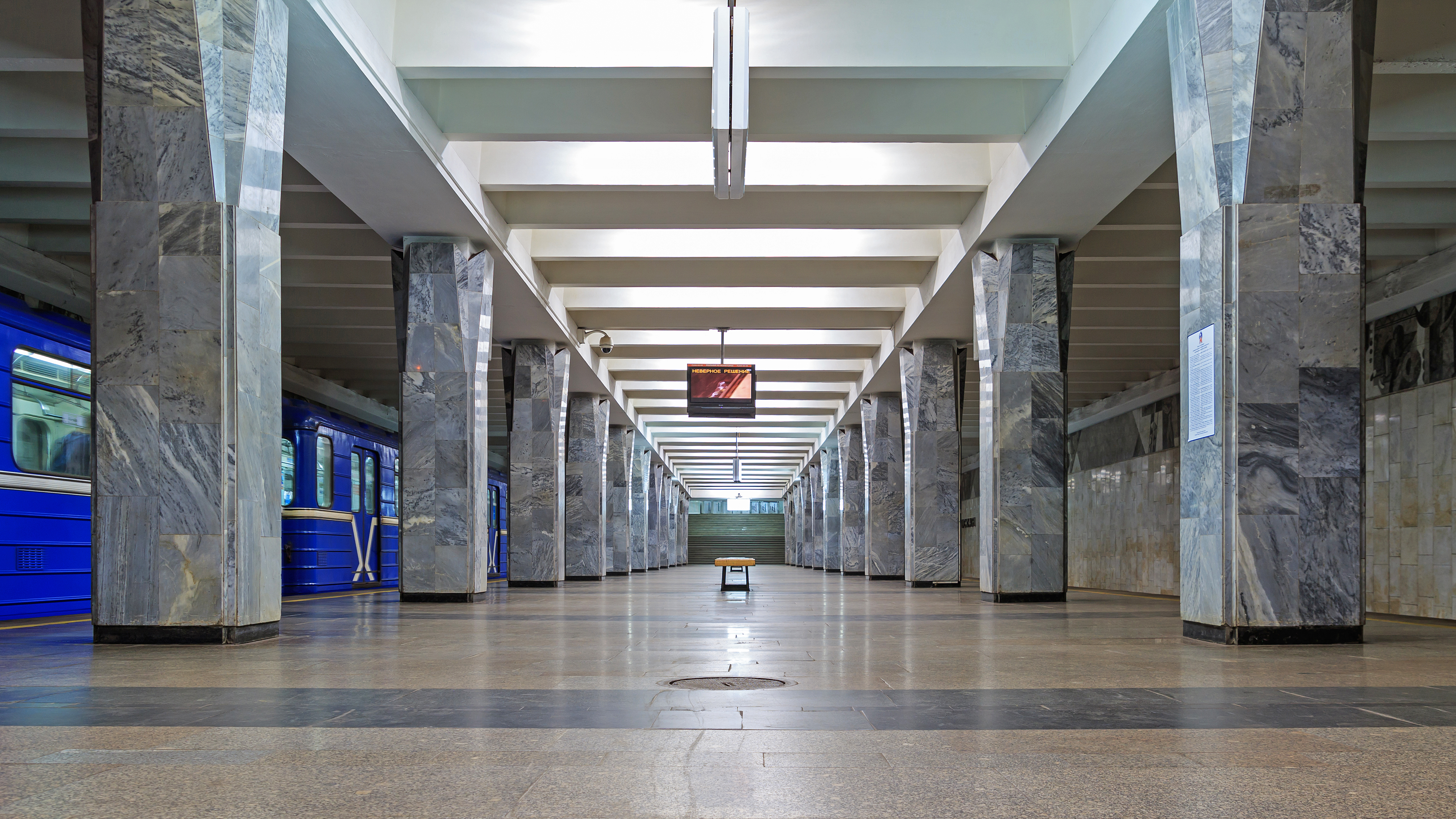
Станция метро «Автозаводская»

Начиная с 20 ноября 1985 года, в городе действует метрополитен. Он недостаточно развит, и станции имеются только в пяти районах города из восьми (метро имеют 4 района в Заречной и один в Нагорной части). Возможно, на некоторое увеличение пассажиропотока окажет влияние введение второй части новой комплексной транспортной схемы (КТС), включающую отмену большинства маршрутов маршрутных такси и изменение маршрутов некоторых муниципальных автобусов, дублирующих метро. Ежедневно Нижегородским метрополитеном пользуются около 270 000 человек.
Метрополитен имеет длину 21,6 км и включает в себя две линии и 15 станций. Все станции, кроме «Горьковской», находятся в Нижней части города. 12 июня 2018 года открылась станция «Стрелка», которая обеспечивала основной транспортный поток к новому стадиону во время проведения матчей Чемпионата мира по футболу 2018 года, а после проведения Чемпионата мира станция обеспечила жителей микрорайона «Мещерское озеро» и прилегающих к новой станции улиц (Бетанкура, Маркса, Есенина, Акимова и др.) скоростным транспортом с другими районами города, в которых есть метро. Затем городские власти планируют построить в Верхней части города станции «Площадь Свободы» и «Сенная» к концу 2025 года, и станции Сормовско-Мещерской линии — «Варя» и «Сормовская», к концу 2026 года. Рассматривается возможность продлить Автозаводскую линию за станцию «Парк культуры» до станции «Юго-Западная», а также до микрорайона «Мещерское озеро-4», построив станцию «Волга». Также планируется открытие третьей Нагорной линии. Возможно даже проектирование четвёртой линии, которая соединит Нижний Новгород с Бором.

### Трамвай

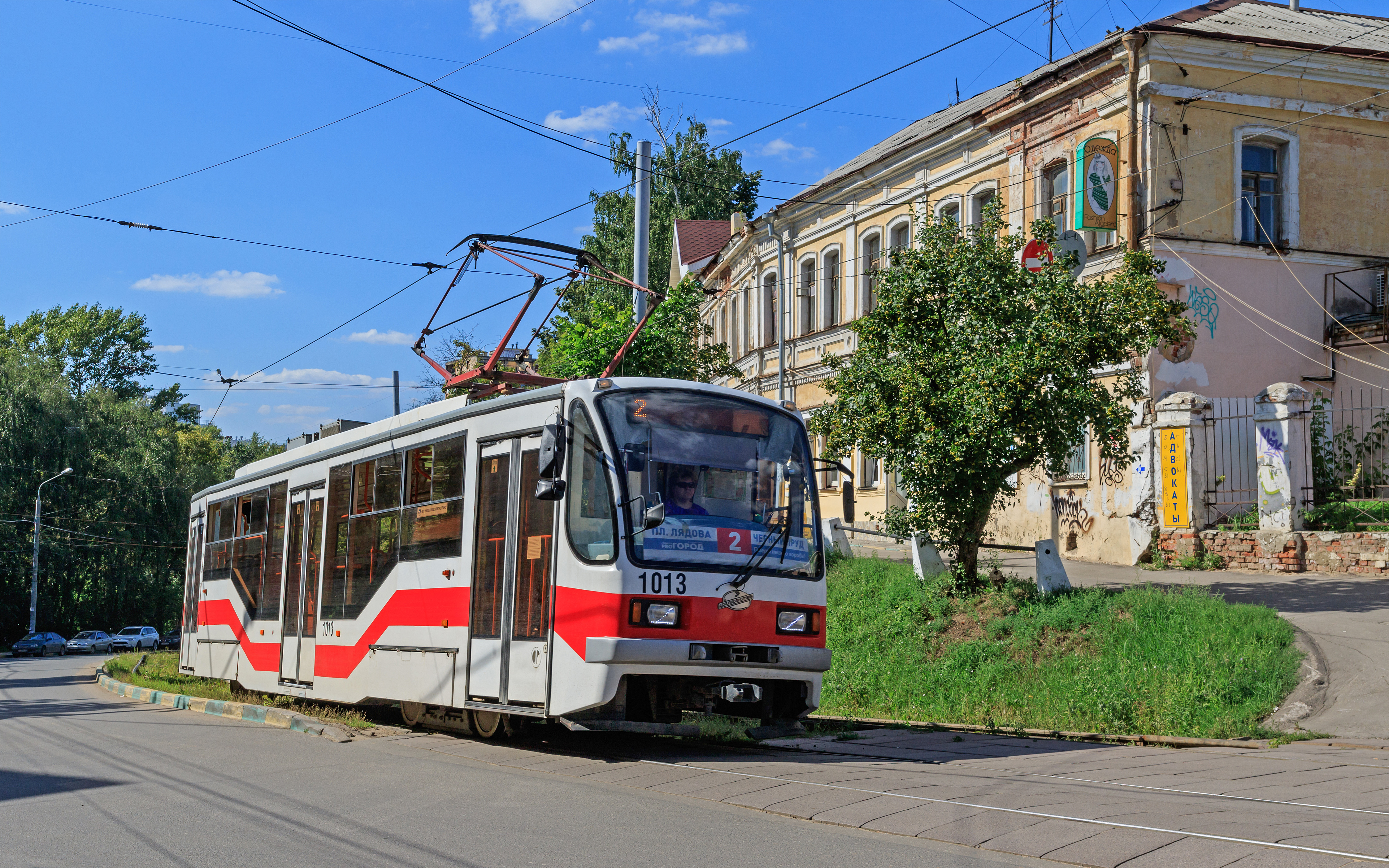
Трамвай 71-407 № 1013 на перекрёстке с улицей Большой Покровской

Нижний Новгород — один из первых городов в России, где появился электрический трамвай. Трамвайное движение было открыто 8 мая 1896 года. Первым в Российской империи был Киев (1892 год), на территории нынешней России — Калининград (1895 год).
Ранее трамвайное движение осуществлялось по двум мостам Нижнего Новгорода — Канавинскому и Молитовскому, весной 2009 года трамвайное движение по Канавинскому мосту было прекращено, маршруты № 1, № 27 были перенаправлены на Молитовский мост. В последнее время, с начала 2015 года, в Нижегородской гордуме стал подниматься вопрос о полном разделении трамвайной сети на Нагорную и Заречную части. Предполагалось, что при ремонте дорожного полотна трамвайные пути уберут и с Молитовского моста, как ранее убрали с Канавинского. Однако, это предложение получило резко негативную оценку горожан. С 28 мая 2016 года трамвайное движение по Молитовскому мосту было закрыто в связи с капитальным ремонтом дорожного полотна и замены трамвайных путей. Трамвайные маршруты № 1 и № 21 отменены, маршрут № 27 сокращён до площади Лядова, а 20 июня продлён до Чёрного пруда. Трамвайное и автомобильное движение после завершения ремонта открылось 4 ноября 2016 года, однако трамвайная система подверглась большим изменениям: маршрут № 27 до 22 декабря не ходил до Московского вокзала, что обосновывалось неудовлетворительным состоянием пути на улице Октябрьской революции. Кроме того, были сокращены выпуски на все вышеупомянутые маршруты, на маршруты № 3, № 8 и № 21 прекратили выпускать трамваи, сцепленные по СМЕ, а трамвайное депо № 3 прекратило выпускать на маршрут № 1 свои вагоны (КТМ-19). 22 декабря 27 маршрут был возвращен на Московский вокзал, а 18 трамвай стал делать заезд к трамвайному депо № 1 в обе стороны. 28 мая 2018 года трамвай № 5 был продлён до кольца на улице Маслякова (у начала Похвалинского съезда), 18 трамвай опять стал полностью кольцевым. В июне 2018 года на трамвайные маршруты № 5 и № 21 вернули трамваи, сцепленные по СМЕ. В ноябре 2018 года получено 11 вагонов ЛМ-2008, ранее эксплуатировавшихся в Москве. В феврале 2020 года поступили ещё 10 вагонов КТМ-19А из Москвы. В октябре 2021-марте 2022 года, в город из Москвы поступили 35 вагнов Татра Т3, прошедших КВР и модернизацию на МТРЗ.
На май 2022 года в городе работает 13 трамвайных маршрутов, 6 в Заречной части, 5 в Нагорной, 2 между Нагорной и Заречной частями.

### Городская электричка

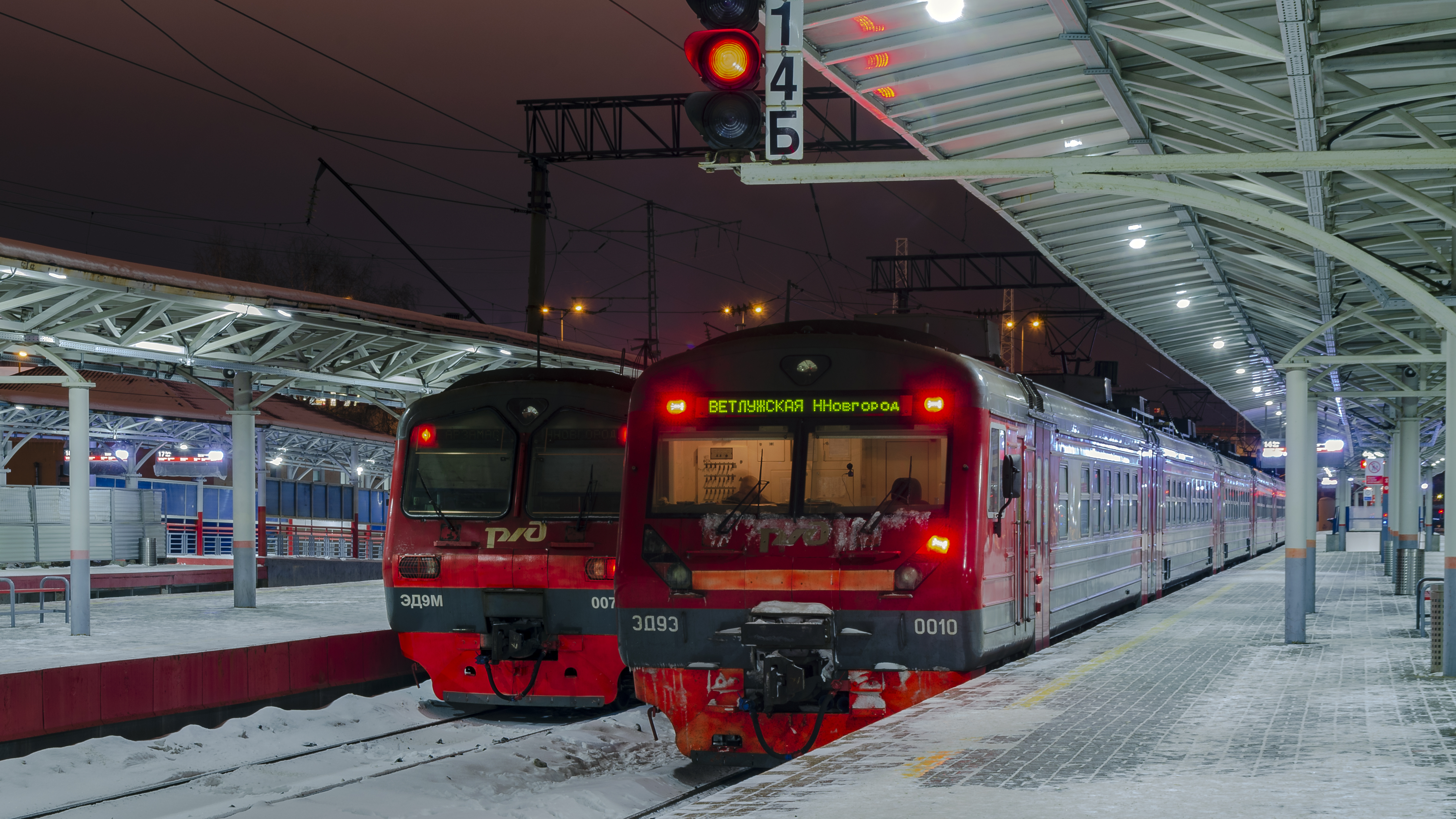
Электричка Приокской линии на вокзале

В черте Нижнего Новгорода есть система городской электрички, где поезда используются в качестве городского транспорта. Раньше электрички ходили достаточно редко и заполнялись преимущественно пригородными пассажирами. Кроме того, проезд в электропоезде получался дороже проезда на внутригородском общественном транспорте.
Ситуация начала меняться в 2012 году co ввода абонемента «Городской» на услуги электричек в черте города по тарифу городского транспорта. 24 июня 2013 года была официально запущена Сормовская линия по направлению Московский вокзал — Починки на основе имеющейся железнодорожной инфраструктуры ГЖД в Сормовском и Московском районах. Помимо этого существует возможность расширения движения с открытием новых остановочных пунктов, перестройки путей и переездов, с последующей пересадкой на продлеваемую вторую линию метро в Центре Сормова. В апреле 2014 года была запущена ещё одна, Приокская, линия по маршруту Московский вокзал — Проспект Гагарина. Существует проект организации Аэроэкспресса к 2025 году между Московским вокзалом и аэропортом Стригино.

### Троллейбус

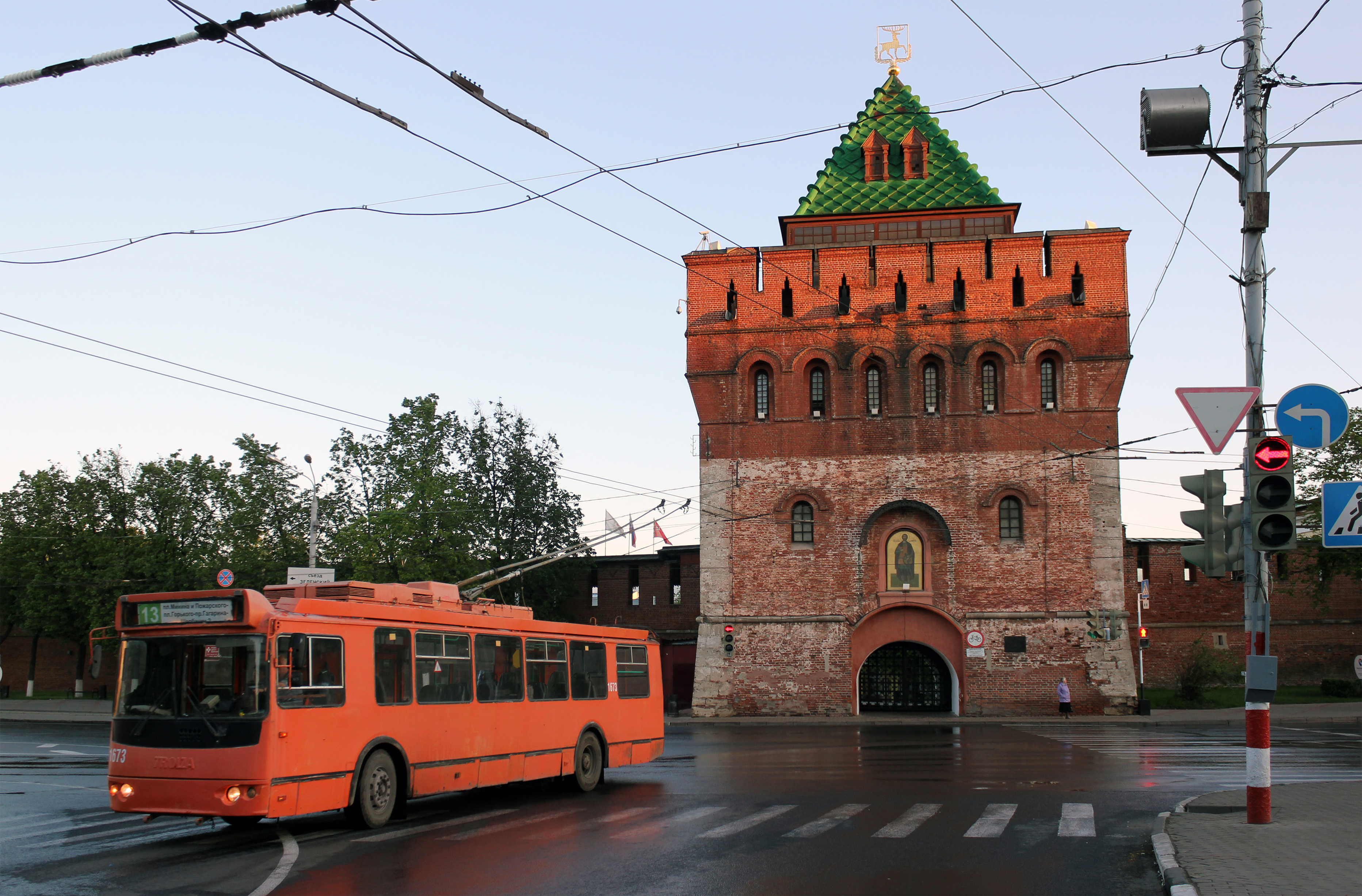
Троллейбус на площади Минина и Пожарского

В городе имеется три не связанных между собой физически троллейбусных сети — одна в нагорной части, другая в Автозаводском районе, третья в Канавинском, Сормовском и Московском районах. Разрыв нагорной сети с остальными объясним физическими трудностями с подъёмом троллейбусов по крутым съездам. С 1983 по 1992 годы в городе эксплуатировались троллейбусные поезда из двух машин ЗиУ-682, соединенных по системе Владимира Веклича. На 2019 год троллейбус работает во всех районах Нижнего Новгорода. Троллейбусный маршрут № 18, который соединял Ленинский район (ул. Памирская) с Мещерским озером, а также маршрут № 23, который следовал от улицы Памирской к заводу «Красная Этна», в ноябре 2008 года были закрыты из-за строительства метромоста. В июле 2020 года начались поставки б/у троллейбусов из Москвы..
На май 2022 года в городе работает 15 троллейбусных маршрутов: 4 в Нагорной части, 11 в Заречной.
В скором времени планируется частичная замена троллейбусов на электробусы. Летом городские власти закупили 113 электробусов и около 60 зарядных станций. Осенью проводилась обкатка машин, а с февраля 2024 года они начали работать на маршрутах № 11 и № 22 Автозаводской сети. В марте был запущен маршрут Э-17 от площади Минина до ЖК «Цветы».

### Автобус

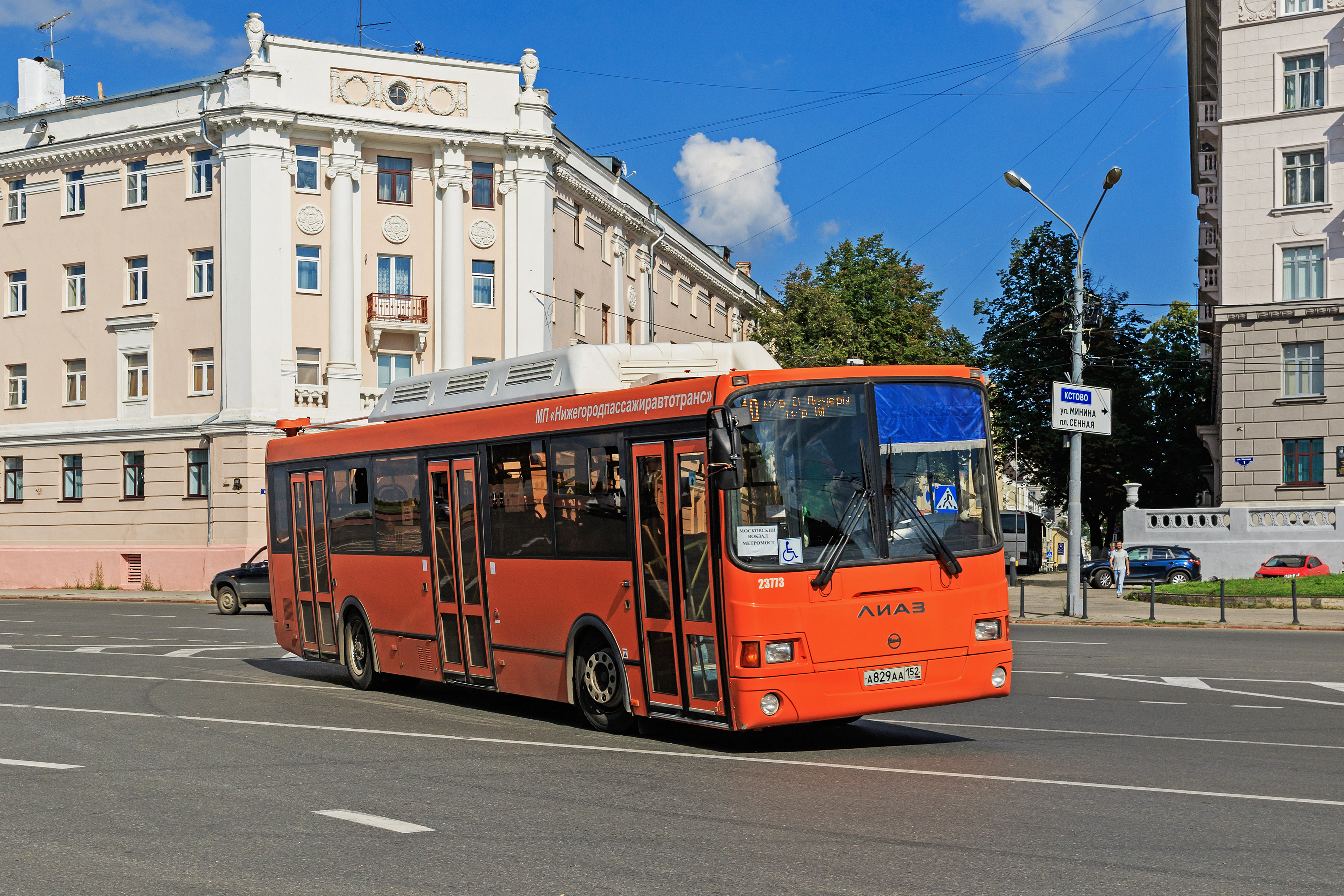
Автобус ЛиАЗ-5293-70 на площади Минина и Пожарского

Первые автобусы (четыре Рено сборки АМО (впоследствии — ЗИЛ), четыре — ЯАЗ (Ярославского автозавода)) появились в Нижнем Новгороде в 1927 г. С 1931 по 1935 автобусы не ходили (старые машины вышли из строя). Перед войной городской автопарк составлял 30 машин. С 1942 по 1 июня 1945 автобусы не ходили (отсутствовало горючее). В 1947 на маршруты добавлены 5 новых автобусов ГАЗ-03-30.
В 60-х основу автобусного парка для внутригородских маршрутов положили пассажирские модели на шасси ГАЗ-51 (ГЗА-651) и ГАЗ-53, к началу 90-х заменённые на ПАЗ-672, ЛиАЗ-677 и Ikarus-280. С конца 60-х автобус стал основным классом пассажирского транспорта в городе, однако существовавший автопарк плохо справлялся с пассажиропотоком. В 1993 для решения транспортных проблем была закуплена большая партия б/у автобусов производства MAN, после чего массовые закупки техники прекратились и к 1999 году государственный автобусный парк пришёл в негодность. Отдельные чиновники пытались восстановить старые или закупить новые машины, но встретить городской автобус на остановке можно было только случайно. Дольше всего продержались внутрирайонные маршруты на ЛиАЗ-677, поскольку их ремонтом занимался ПАЗ. В 2006 году началось осуществление программы возрождения автобусных пассажироперевозок, поддержанной в этот раз на федеральном уровне, и традиционные автобусные маршруты вернулись. Стоимость проезда в государственных автобусах, как и в большинстве маршруток, 28 рублей (с 15 августа 2017 г.).
В качестве подвижного состава на этих линиях используются автобусы большой вместимости ЛиАЗ-5256, ЛиАЗ-5293, ЛиАЗ-6213, ЛиАЗ-5292 и средней вместимости «ПАЗ-Вектор 8.8». С 2017 года в городе начали курсировать новые низкопольные автобусы ЛиАЗ-5292. Также вышли в рейс новые сочленённые автобусы («гармошки») ЛиАЗ-6213. В городских автобусах есть возможность оплаты не только наличными, но и бесконтактными картами: транспортной «Ситикард» и банковской. Принимается оплата с любых устройств с поддержкой NFC. Городские автобусы входят в новую комплексную транспортную схему, где имеется возможность делать бесплатные пересадки в течение 60 или 90 минут и пользоваться льготными транспортными картами.

#### Пригородные и междугородние маршруты
Ещё в 1840 году из Нижнего Новгорода по новому Московскому тракту началось ежедневное движение пассажирских дилижансов. Путь до Москвы занимал 5 суток.
Первый междугородний автобусный маршрут из Горького был открыт в 1949 году до райцентра Дальнее Константиново. Первый межобластной маршрут (до Владимира) открылся в августе 1953 года. К 1969 году с автовокзала на площади Лядова отправлялось 35 междугородних и 3 пригородных маршрута От Канавинской автостанции — 10 междугородних и 2 пригородных маршрута, а также 2 пригородных маршрута от автостанции «Сенная».
Действующие автовокзалы и автостанции:
- Автовокзал «Щербинки»;
- Автовокзал «Канавинский»[24] (у станции метро «Канавинская»).

Запланирован вынос всех автовокзалов на окраины Нижнего Новгорода. Всего планируется постройка 2 новых автовокзалов:
- в посёлке Дубравный (Сормовский район);
- в микрорайоне «Верхние Печёры», на пересечении Казанского шоссе и улицы Богдановича (Нижегородский район);

### Маршрутное такси

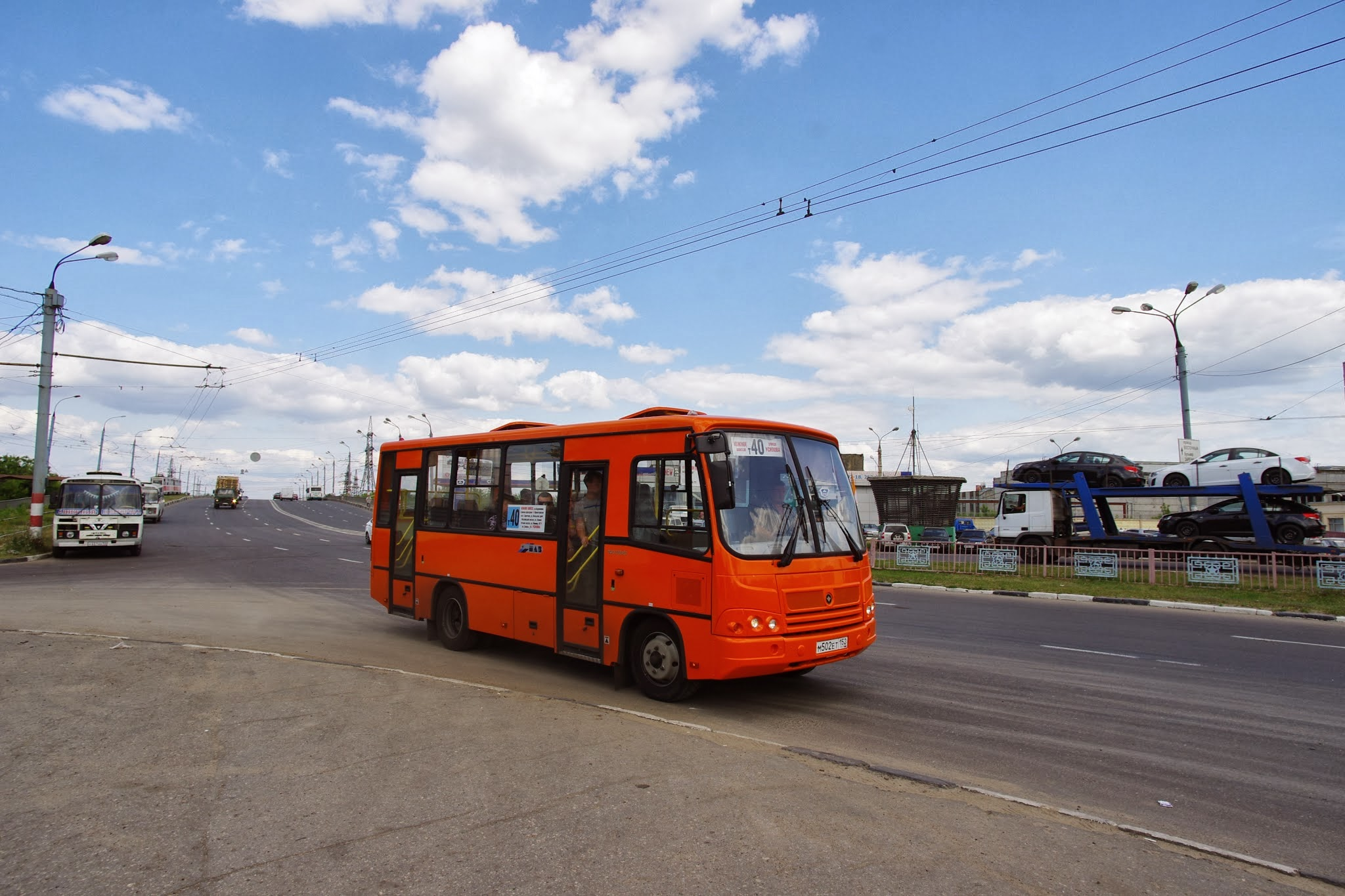
ПАЗ-3203 возле станции метро «Автозаводская»

Переход к маршрутным такси проходил по мере старения парка бывших государственных автопредприятий и завершился в 1997—1999 годах.
В качестве подвижного состава используются автобусы ПАЗ-3204 и, гораздо реже, пассажирские «Газели» и микроавтобусы ПАЗ-3205, «Ford», «Hyundai County», «Iveco». Считается, что такие машины не предназначены для обслуживания таких пассажиропотоков, но их применение выгодно в финансовом плане, а небольшие размеры оптимальны для узких улиц центра города, где проходит большинство маршрутов.
После закупки новых автобусов большой вместимости автобусы ПАЗ-3205, ранее эксплуатируемые ГП НО «Нижегородпассажиравтотранс» в качестве маршрутных такси, были переданы областным автопредприятиям. С августа 2007 года практически все маршрутные такси являются частными. Стоимость проезда с 2017 года составляет 28 рублей. Льгот в маршрутных такси не было до 2022 года.
Некоторое время маршрутные такси вытеснялись финансируемыми из федерального и областного бюджета государственными автобусами, однако с период 2008—2010 годы при активном продвижении «маршруток» городскими властями количество маршрутных такси в городе быстро увеличивалось.
С середины 2012 года на рейсах появляются ПАЗ-3204.
В 2017 году ситуация с маршрутными такси резко изменилась. Была введена новая комплексная транспортная схема, согласно которой «маршрутки» теряют статус магистральных и становятся подвозными из отдалённых микрорайонов города до основных видов транспорта. Также, были разработаны новые маршруты, практически не дублирующие основные магистральные и муниципальные автобусные. Закуплены новые автобусы единого образца «ПАЗ-Вектор 8.8», окрашенные в оранжевый цвет. В течение 2018 года городские власти планируют полностью снять с эксплуатации устаревшие модели ПАЗ-3205 и Газели. В результате данной реформы ситуация с общественным транспортом в городе резко ухудшилась. Значительно увеличились время ожидания общественного транспорта и суммарная стоимость проезда, ряд микрорайонов оказались отрезанными от центра города, снизилась связанность основных магистралей города.
В 2022 году в маршрутных такси начали принимать проездные и транспортные карты, которые позволяют оплачивать проезд льготными тарифами.
С 2022 года цена проезда с транспортными и банковскими картами составляет 30 рублей, а наличными — 35 рублей.
С 2024 года цена проезда с транспортными и банковскими картами составляет 35 рублей, наличными — 40 рублей.

### Детская железная дорога

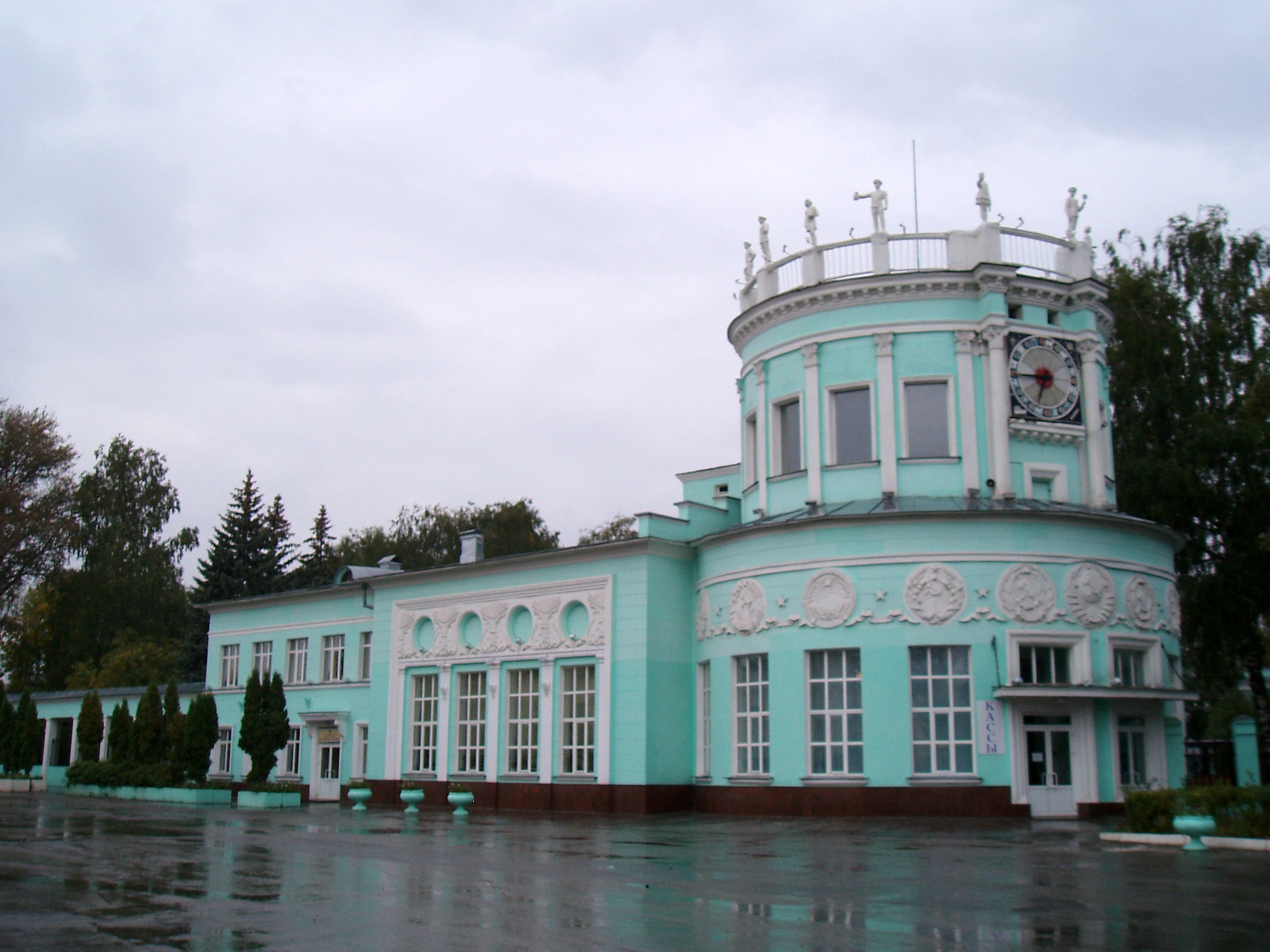
Станция «Родина»

В Нижнем Новгороде действует Горьковская детская железная дорога имени М. Горького. Расположена на территории Канавинского района между Комсомольским шоссе и ул. Октябрьской революции.
Колея узкая — 750 мм. Дорога имеет 3 станции и протяжённость 3,2 км. В плане представляет собой треугольник. Главная станция («Родина») находится в парке им. 1 мая. Сезон начинается 1 июня и заканчивается 31 августа. Первый и последний поезд идут под паровозом, который является одним из нескольких сохранившихся на ходу узкоколейных паровозов в России.
В настоящее время транспортного значения не имеет.

### Канатная дорога

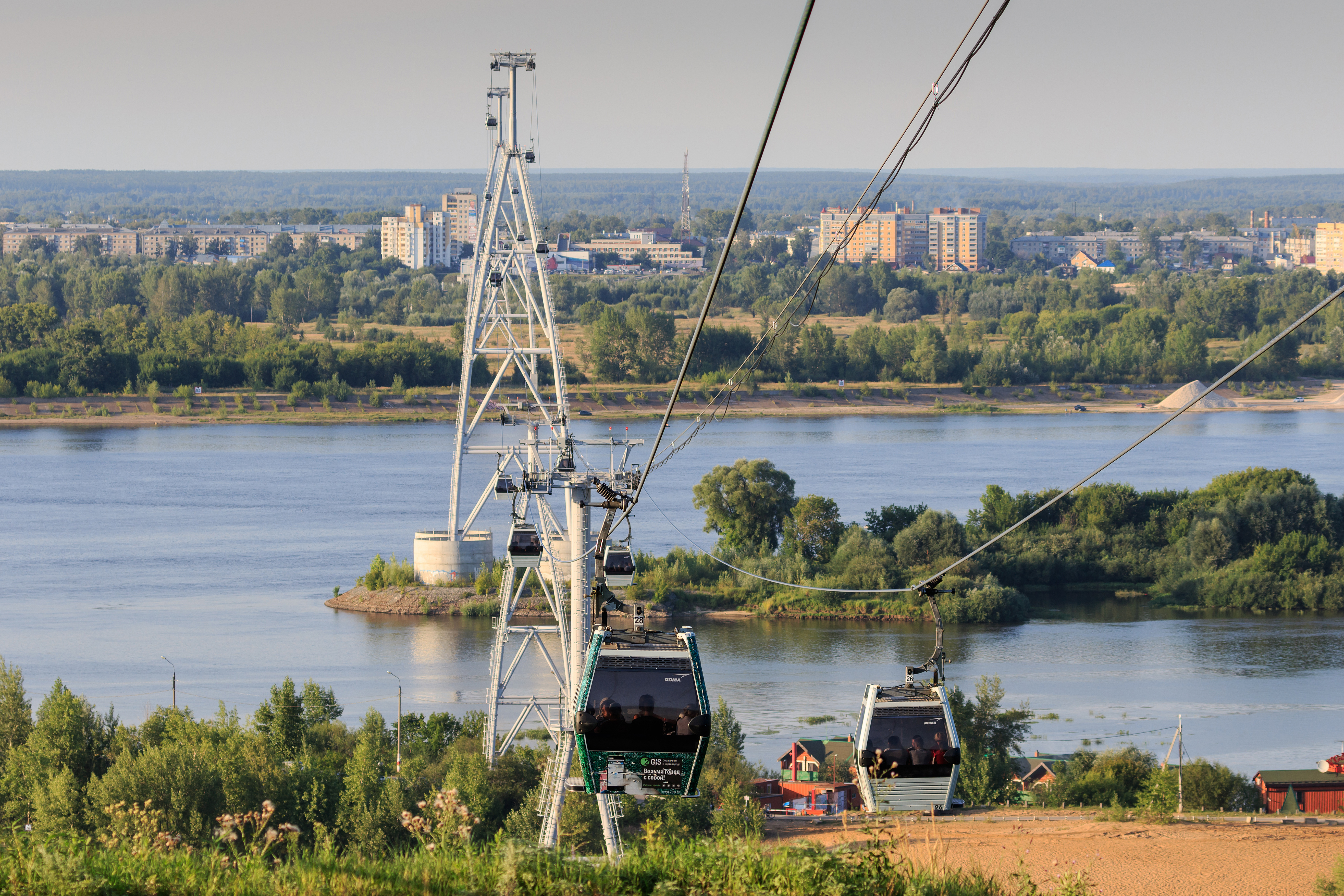
Нижегородская канатная дорога

С 9 февраля 2012 года начала действовать междугородная канатная дорога через реку Волгу, соединяющая Нижний Новгород с городом Бором. Протяжённость — 3,2 км.
Основное направление канатной дороги до 2017 года — было снизить загруженность Борского моста. После открытия моста-дублёра, в августе 2017 года, её пассажиропоток начал сокращаться. С этого времени она является альтернативой Борским мостам и паромной переправе на Бор.
Также канатная дорога является не только транспортным средством, но и туристической достопримечательностью города.

## Пригородный и междугородный транспорт

### Железная дорога
В городе расположены два вокзала, один из них являющийся одним из основных на Транссибе. Железная дорога появилась в 1862 году. В городе находится руководство Горьковской железной дороги.
30 июля 2010 года было открыто скоростное движение Москва — Нижний Новгород.

### Воздушный

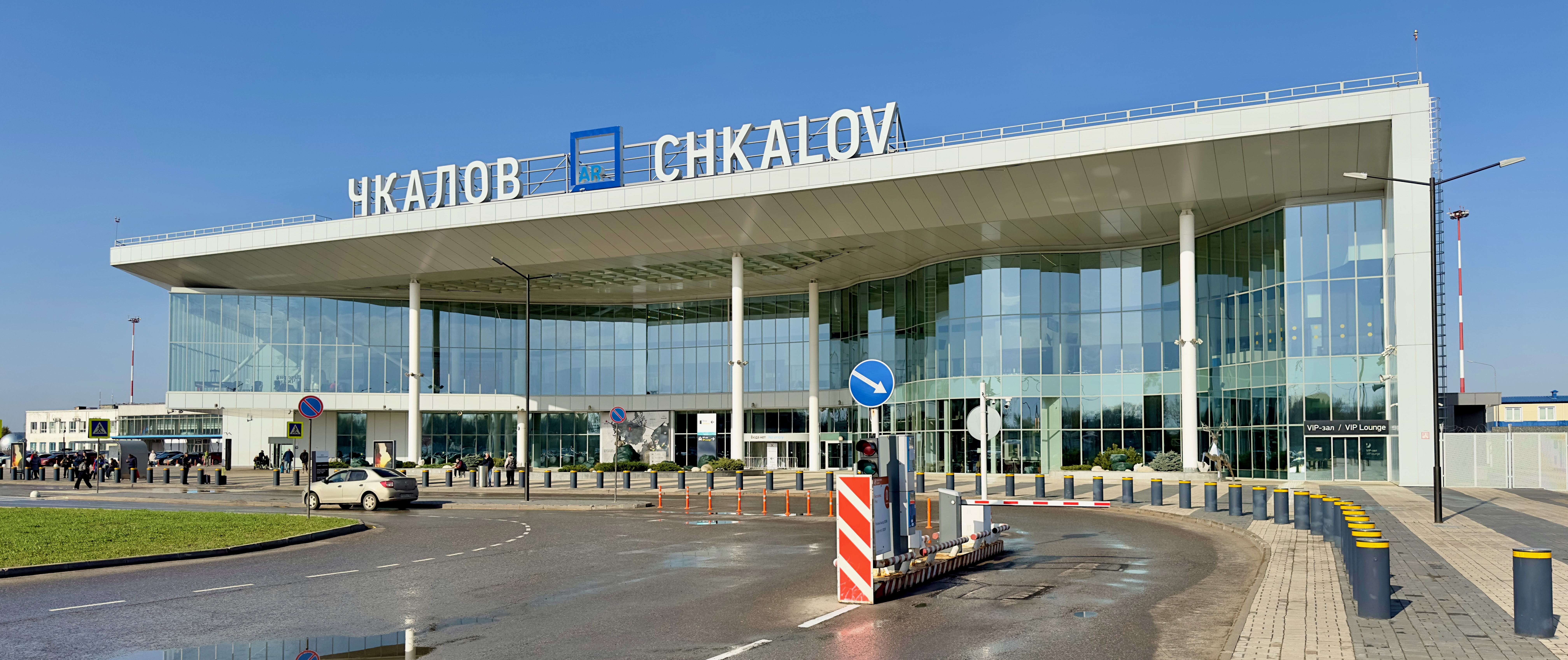
Терминал аэропорта

Город обслуживается одним аэропортом Стригино.
На территории Нижнего Новгорода есть несколько вертолётных площадок. Самые известные — на Гребном канале и у поворота на Зелёный город с трассы М7.
Вертолётная площадка в Щербинках использовалась для доставки А. Д. Сахарова во время ссылки из Горького в Саров (Арзамас-16).

### Речной

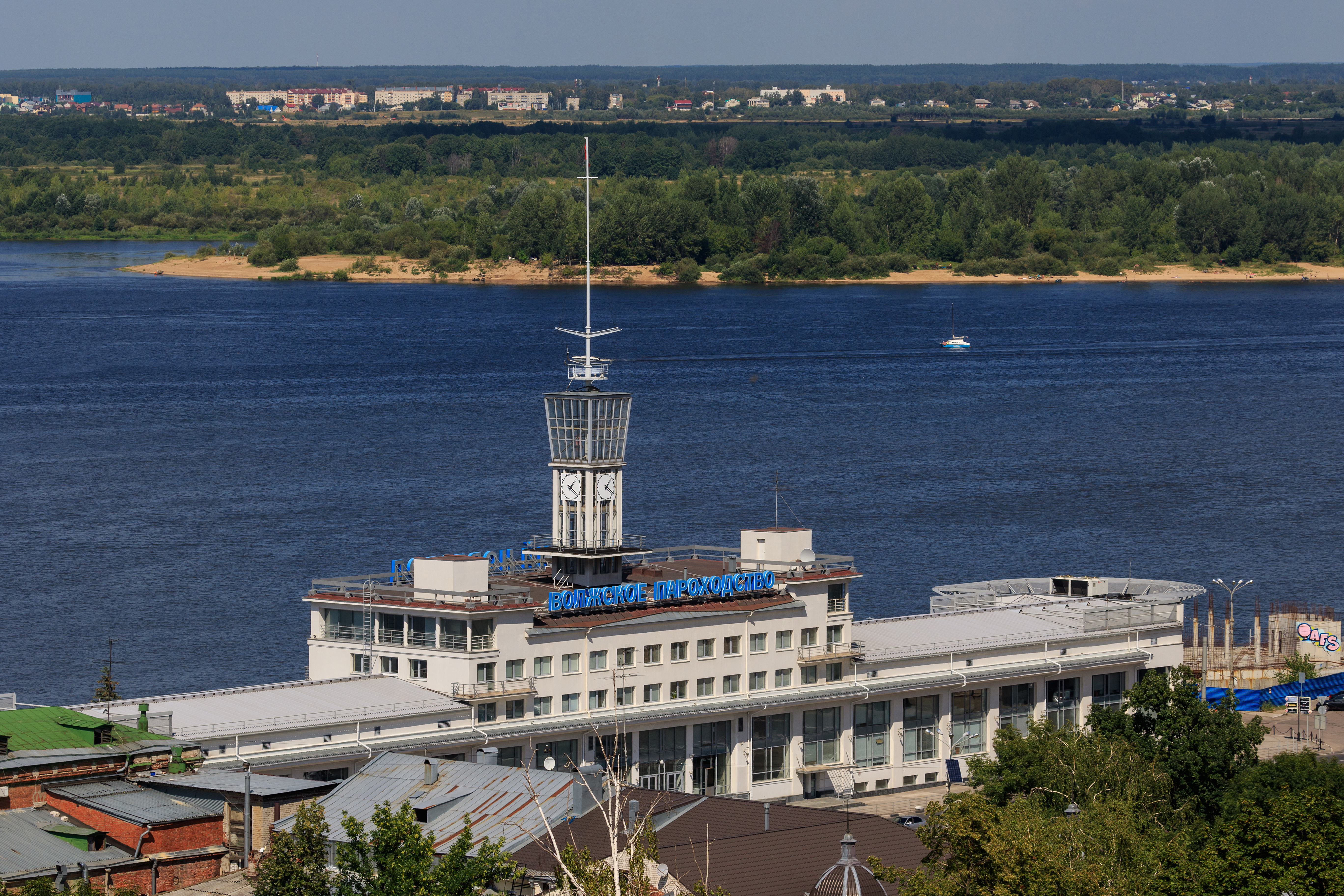
Речной вокзал

На Нижневолжской набережной от Канавинского моста до Чкаловской лестницы расположены пристани судоходной компании «Волжское пароходство», а также Речной вокзал. Для посадки и высадки пассажиров обычно используются ближние к вокзалу пристани. Кроме того, имеется пассажирская пристань в Сормове.
С 2008 года действует пригородный круглогодичный речной маршрут Нижний Новгород — Бор, организованный компанией Логопром - Борский перевоз. На линии работают скоростные суда на воздушной подушке.
11 июня 2014 года при содействии Администрации Нижнего Новгорода компанией Логопром - Борский перевоз открыт первый городской регулярный речной маршрут Нижневолжская набережная (причал Логопром - Борский перевоз) — микрорайон Юг (пристань Южная) по рекам Волге и Оке. На пассажироперевозках задействованы водомётные катера представительского класса КС. Расстояние длиной в 20 км суда преодолевают за 40-50 минут.

### Автомобильный
Первый автомобиль появился в Нижнем Новгороде в 1896 году. По данным ГИБДД на 2010 год в Нижнем Новгороде зарегистрировано 326 тыс. автомобилей, что составляет 37 % от общего числа автомобилей зарегистрированных в Нижегородской области.
В настоящее время через город проходят две автодороги федерального значения М7 и Р158, строится южный и разрабатывается проект северного обхода. Вклад автомобильного транспорта в загрязнение атмосферного воздуха города составляет 83 %.
Движение автомобильного транспорта затруднено распределённостью заселения территории города, большим плечом суточных миграций, очень высокой концентрацией автомобильного транспортах на мостах через Оку и прилегающих улицах.
По состоянию на 2006 год плотность сети дорог составляла 1,6 км/км², что в два раза меньше нормы. В 2007—2008 годах были разработаны проекты строительства надземных пешеходных переходов, которые, по мнению мэра, позволят сократить число установленных светофоров, при этом на 2008 год в Нижнем Новгороде насчитывалось 412 светофорных объектов.
В апреле 2008 года начала работать служба эвакуации автомобилей.

### Развитие транспортно-дорожной сети
Согласно планам планируется строительство:
- транспортной развязки на улице Акмолинской с путепроводом через железную дорогу с 2015 года — 2,95 млрд руб;
- дублёра Сормовского шоссе в 2013—2017 годах протяжённостью 1,8 км — 4,26 млрд рублей. Дорога вместит от четырёх до шести полос и две двухуровневые развязки;
- дублёра проспекта Гагарина в 2014—2016 годах длиной 2,8 км — 5,5 млрд рублей. Для шестиполосной дороги предполагается строительство эстакады длиной 850 м и путепровода через улицу Ларина длиной 70 м;
- дублёра проспекта Ленина от Молитовского до Мызинского моста — 6,6 млрд рублей;
- разноуровневой развязки на улице Советской;
- левоповоротных эстакад. Одна будет соединять Похвалинский съезд с Нижневолжской набережной, другая — Канавинский мост с улицей Советской. Оба объекта планируется ввести в эксплуатацию к 2019 году.
- четвертой очереди южного обхода Нижнего Новгорода на участке км 442 — км 472[31] (от с. Шелокша до д. Малиновка). В настоящее время ведутся работы по строительству обхода д. Абатурово[32]. Объект планируется ввести в эксплуатацию в 2023 году.

## Новая комплексная транспортная схема
С 15 июля 2017 года в Нижнем Новгороде начала постепенно вводиться новая комплексная транспортная схема (КТС). Она вносит изменения в привычный вид транспортного потока. Вводятся новые маршруты взамен старых, зачастую нелегальных и дублирующих маршруты муниципального транспорта. Так же она разделяет между собой городской и пригородный транспорт. Новые маршруты маршрутных такси становятся «подвозными», а маршруты муниципального транспорта — магистральными. Метро и городская электричка становятся основным скоростным видом транспорта с повышенным пассажиропотоком. Это достигается за счёт пересадок с «подвозных» маршрутных такси до ближайших станций. В 2019 году мэр города Владимир Панов заявил, что муниципальный транспорт будет вытеснять маршрутки из города. В итоге город должен на 80 % обслуживаться муниципальными автобусами. В ноябре 2018 в город пришли еще 100 низкопольных автобусов ЛиАЗ-5292.60, именно эти автобусы должны заменить маршрутки, их количество будет увеличиваться из года в год и достигнет 700—800 штук.

## Оплата проезда
При оплате наличными стоимость проезда составляет 40 рублей, а при оплате банковской картой — 35 рублей.
| Год  | Автобус                              | Трамвай и троллейбус | Метро     |
| ---- | ------------------------------------ | -------------------- | --------- |
| 2024 | 40 рублей (35 на некоторые автобусы) | 40 рублей            | 40 рублей |
| 2022 | 35 рублей (30 на некоторые автобусы) | 35 рублей            | 35 рублей |
| 2021 | 28 рублей (30 на некоторые автобусы) | 28 рублей            | 28 рублей |
| 2020 | 28 рублей (30 на некоторые автобусы) | 28 рублей            | 28 рублей |
| 2019 | 28 рублей (30 на некоторые автобусы) | 28 рублей            | 28 рублей |
| 2018 | 28 рублей                            | 28 рублей            | 28 рублей |
| 2017 | 20 рублей                            | 20 рублей            | 20 рублей |

### Транспортная карта «Ситикард»
С 2015 года оплата на транспорте стала производиться по электронным транспортным картам «Ситикард». Её можно использовать в двух вариантах: пополняемый электронный кошелёк и фиксированный проездной на месяц. Фиксированные проездные делятся на общегородские, льготные, студенческие и школьные. Также отдельно существует вариант пополнения для системы городской электрички.
С августа 2017 года было внедрено так называемое «тарифное меню». Оно значительно расширяет возможности транспортной карты. Введены новые виды проездных по количеству поездок или по количеству дней. Обновлены тарифы на фиксированные проездные. Новое «тарифное меню» было введено на городской электричке, чтобы теснее интегрировать её в общую систему городского транспорта. Также введена система бесплатных пересадок, в течение 60 или 90 минут. Данное нововведение позволяет единоразово оплатить проезд и, в течение указанного времени, бесплатно пересаживаться на любой вид муниципального транспорта. Процедура производится путём прикладывания транспортной карты к терминалу, где вначале спишется сумма разовой поездки. Затем, при пересадке, транспортную карту вновь необходимо приложить к терминалу уже в другом транспорте. При этом с карты спишется 0 рублей. В некоторых маршрутных такси также действуют транспортные карты со всеми льготами.
Городская электричка имеет собственные транспортные карты которыми можно расплачиваться как в электропоездах, так и в городском общественном транспорте.

### Банковская карта
В апреле 2017 года была запущена оплата проезда в метро бесконтактной банковской картой Сбербанка. С 1 июня по 1 сентября 2017 года Райффайзенбанк проводил акцию проезда в метро за 1 рубль[значимость факта?]. Это было сделано в рамках популяризации метрополитена среди горожан. С сентября 2017 года появилась возможность оплаты проезда во всём общественном транспорте с помощью бесконтактных банковских карт. К оплате принимаются карты любых банков платёжных систем Мир, Visa и MasterCard. Впрочем, при таком способе оплаты не действуют тарифы 60 и 90 минут; при каждой новой оплате поездка будет стоить 35 рублей.

### Другие способы бесконтактной оплаты
Вместе с банковскими картами в сентябре был введён способ оплаты по любым устройствам, поддерживающим бесконтактную оплату: умные часы, Apple Pay, Samsung Pay, Google Pay и другим устройствам с поддержкой NFC
 С 10 марта 2022 года оплата умными часами, Apple Pay, Samsung Pay и Google Pay стала невозможна по всей России. Оплата принимается только с устройств с поддержкой NFC, на которые установлены Sber Pay или Mir Pay.

## Фуникулёр (элеватор)

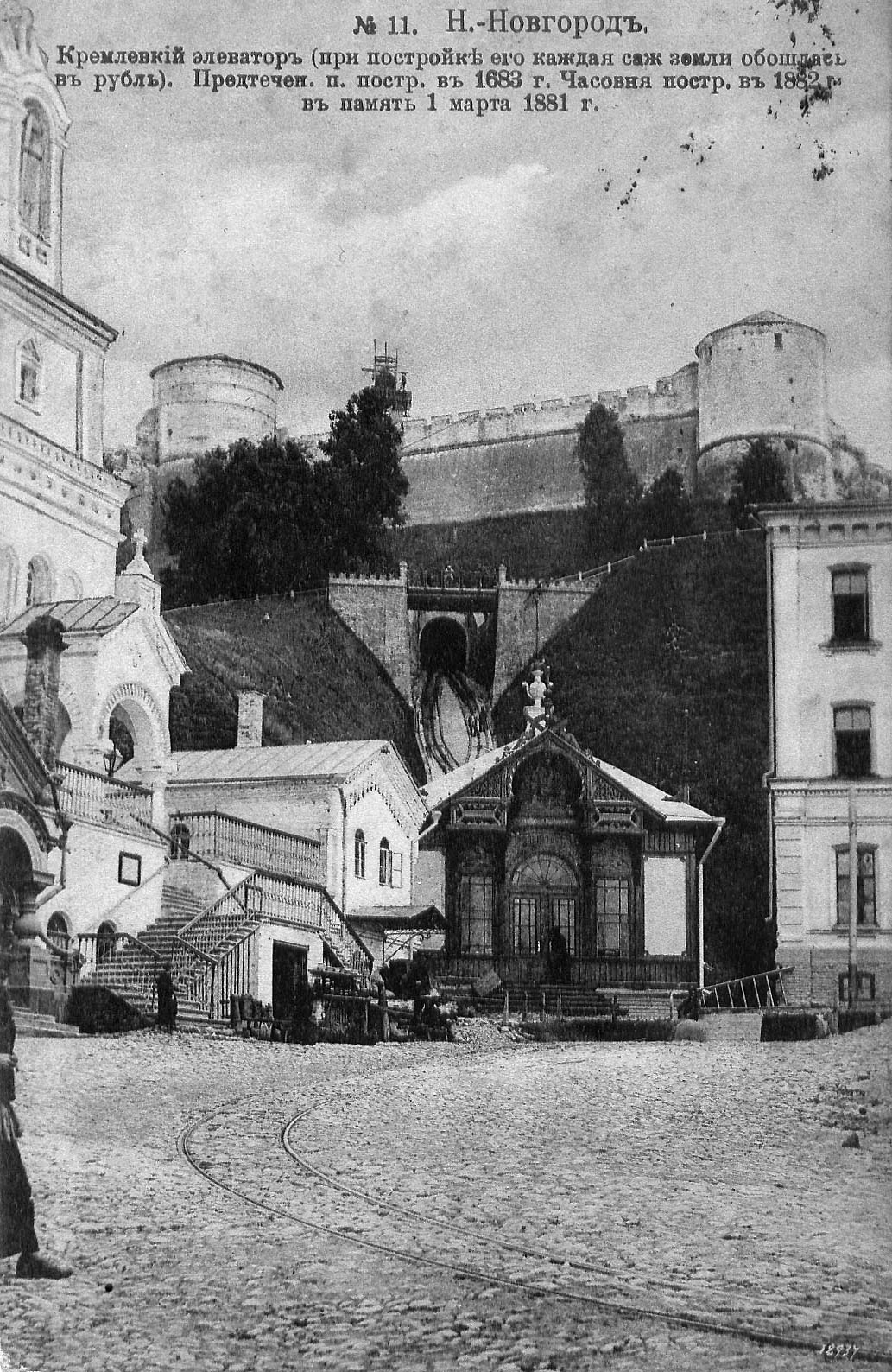
Кремлёвский элеватор в Нижнем Новгороде. Фото 1893 года.

В Нижнем Новгороде, с конца XIX до 20-х годов XX века, эксплуатировались несколько фуникулёров (в нижегородском диалекте назывались элеваторами).
Осенью 2006 года администрация Нижнего Новгорода планировала возродить один из двух фуникулёров, работавших в городе с 1896 по 20-е годы XX века. Предполагалось, что вагон, выполненный в стиле «ретро», будет курсировать от площади Народного единства до Кремля.
7 декабря 2012 года прошла пресс-конференция на которой генеральный директор МКУ «Главное управление капитального строительства Нижнего Новгорода» Игорь Матвеенко заявил, что проектные работы по строительству фуникулёра в Нижнем Новгороде будут завершены к августу 2013 года. Конкурс на проектирование фуникулёра выиграл Самарский проектный институт. Проект стоит около 12 миллионов рублей. Новый фуникулёр будет находиться на месте старого Кремлёвского элеватора, который функционировал в конце XIX и начале XX века, но при этом он будет работать за счёт электричества. Общая протяжённость канатной дороги должна составлять около 150 метров. Нижняя станция будет находиться около здания Управления федеральной миграционной службы по Нижегородской области, на площади Единства. Она будет запроектирована «под старину». А верхняя станция около здания Федерального казначейства в Кремле будет состоять в основном из стекла. Ведутся переговоры с австрийскими специалистами относительно поставки вагонов для элеватора. В городской бюджет 2013 года заложен 1 млн рублей на завершение проектных работ по строительству фуникулёра от улицы Рождественской до Нижегородского кремля. Заместитель главы администрации Нижнего Новгорода Сергей Миронов отметил, что к этому проекту планируется привлекать инвесторов, так как городской бюджет не готов взять на себя все необходимые расходы по строительству фуникулёра. Ориентировочно строительство оценивается в сумму 350 миллионов рублей но окончательная цена проекта определится по результатам проектирования.
Ранее планировалось начать строительство фуникулёра в апреле 2007 года. Тогда же МП «НижегородгражданНИИпроект» был проведен маркетинговый анализ и выбрана компания по строительству канатных дорог «Доппельмайер». Потом, бывший мэр Нижнего Новгорода Вадим Булавинов заявлял, что строительство фуникулёра от храма Иоанна Предтечи до Кремля в Нижнем Новгороде начнется в 2011 году. Городские власти планировали сделать фуникулёр к 4 ноября 2012 года. При этом в бюджет 2012 города были заложены средства для проектирования фуникулёра в размере 10 миллионов рублей. Всего же в 2011—2012 годах на проектирование фуникулёра было направлено около 30 млн рублей.